# Drahobuz
Drahobuz (en allemand : Drahobus) est une commune du district de Litoměřice, dans la région d'Ústí nad Labem, en Tchéquie. Sa population s'élevait à 280 habitants en 2021.

## Géographie
Drahobuz se trouve à la confluence du Studený potok et du Úštěcký potok, à 14 km à l'est de Litoměřice, à 25 km au sud-est d'Ústí nad Labem et à 51 km au nord-ouest de Prague.
La commune est limitée par Liběšice au nord, par Úštěk à l'est, par Hoštka au sud, et par Polepy et Chotiněves à l'ouest.

## Histoire
La première mention écrite du village date de 1374.

## Galerie

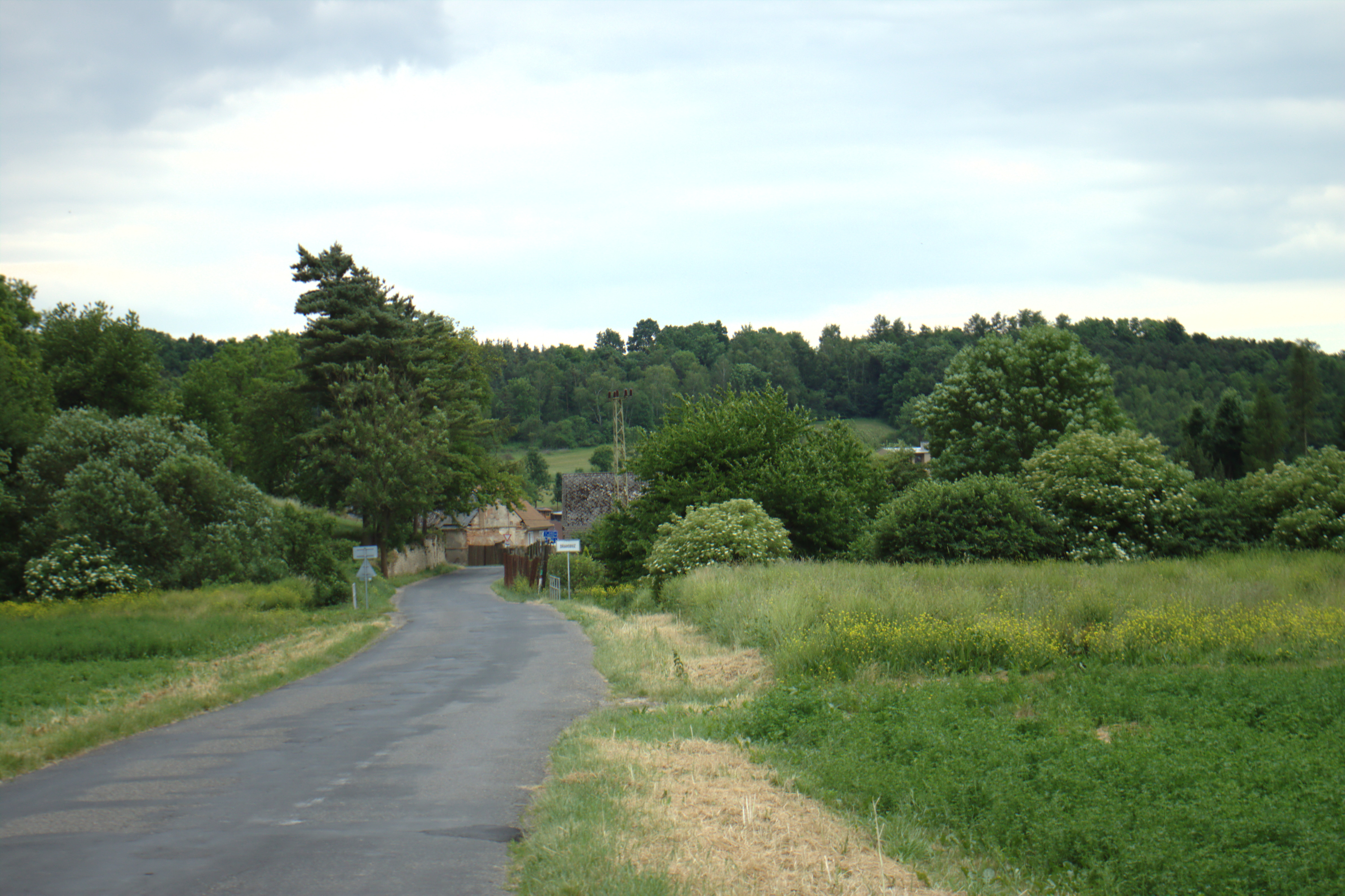
Drahobuz : entrée du village.
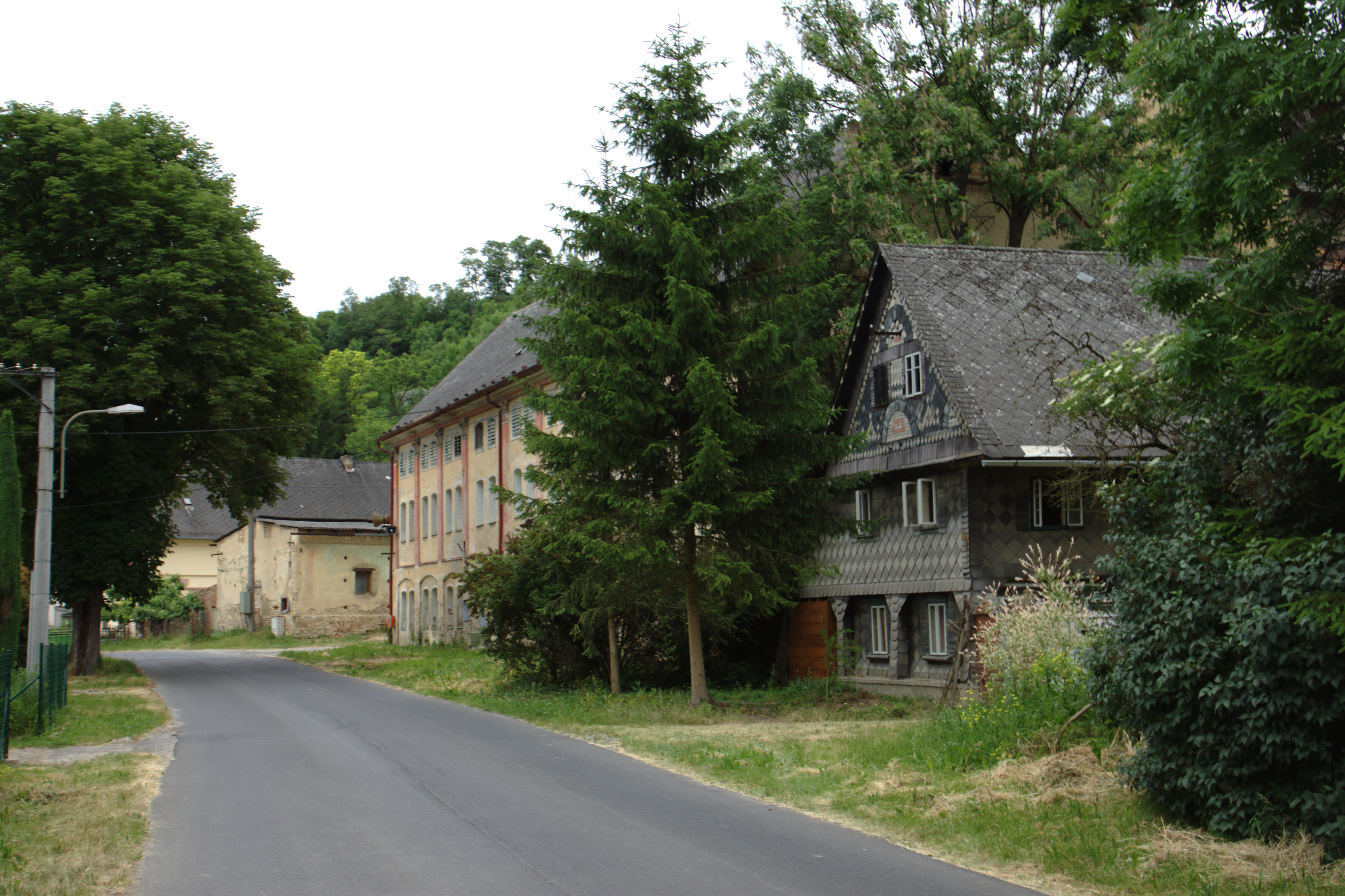
Břehoryje : maisons rurales.

## Administration
La commune se compose de trois quartiers :
- Břehoryje
- Drahobuz
- Strážiště

## Transports
Par la route, Drahobuz se trouve à 10 km d'Úštěk, à 34 km de Litoměřice, à 34 km d'Ústí nad Labem et à 69 km de Prague.